# ميشيل يموان
ميشيل يموان (بالفرنسية: Michel Lemoine )‏ (و. 1922 – 2013 م) هو ممثل، ومخرج سينمائي، وكاتب سيناريو، ومنتج أفلام، من فرنسا، ولد في بانتان، توفي عن عمر يناهز 91 عاماً.

## وصلات خارجية
- ميشيل يموان على موقع IMDb (الإنجليزية)
- ميشيل يموان على موقع ألو سيني (الفرنسية)
- ميشيل يموان على موقع أول موفي (الإنجليزية)
- ميشيل يموان على موقع قاعدة بيانات الأفلام السويدية (السويدية)
- ميشيل يموان على موقع قاعدة بيانات الفيلم (الإنجليزية)
- ميشيل يموان على موقع كينوبويسك (الروسية)